# نوب‌حتپتی-خرد
نوب‌حتپتی-خِرِد (انگلیسی: Nubhetepti-khered) دختر پادشاه مصر باستان در اوایل دودمان سیزدهم مصر در اواخر پادشاهی میانه مصر بود.

## خانواده
بیشتر پژوهشگران بر این باورند که او با فرعون حور نسبت داشته، کسی که در کنار او به خاک سپرده شده است. میروسلاو ورنر معتقد است که او دختر آمنمحات سوم از دودمان دوازدهم بوده است؛ کسی که مالک اصلی کل مجموعهٔ آرامگاهی بوده است.
از آن‌جا که بخش «خِرِد» در نام او به معنی «کودک» است، ممکن است مادر او نوب‌حتپتی نام داشته باشد. در واقع، همسر بزرگ سلطنتی‌ای از این دوره وجود دارد که بر چند مهرهٔ اسکراب نامش نوب‌حتپتی آمده است.
- سناریو ۱: نوب‌حتپتی-خِرِد دختر آمنمهات سوم بوده و در آرامگاهی در کنار هرم او دفن شده است.
- سناریو ۲: نوب‌حتپتی-خِرِد دختر فرعون حور بوده، و هر دو در کنار هم در آرامگاه‌های چاه‌مانندِ بازاستفاده‌شدهٔ کنار هرم دفن شده‌اند.

## نگارخانه

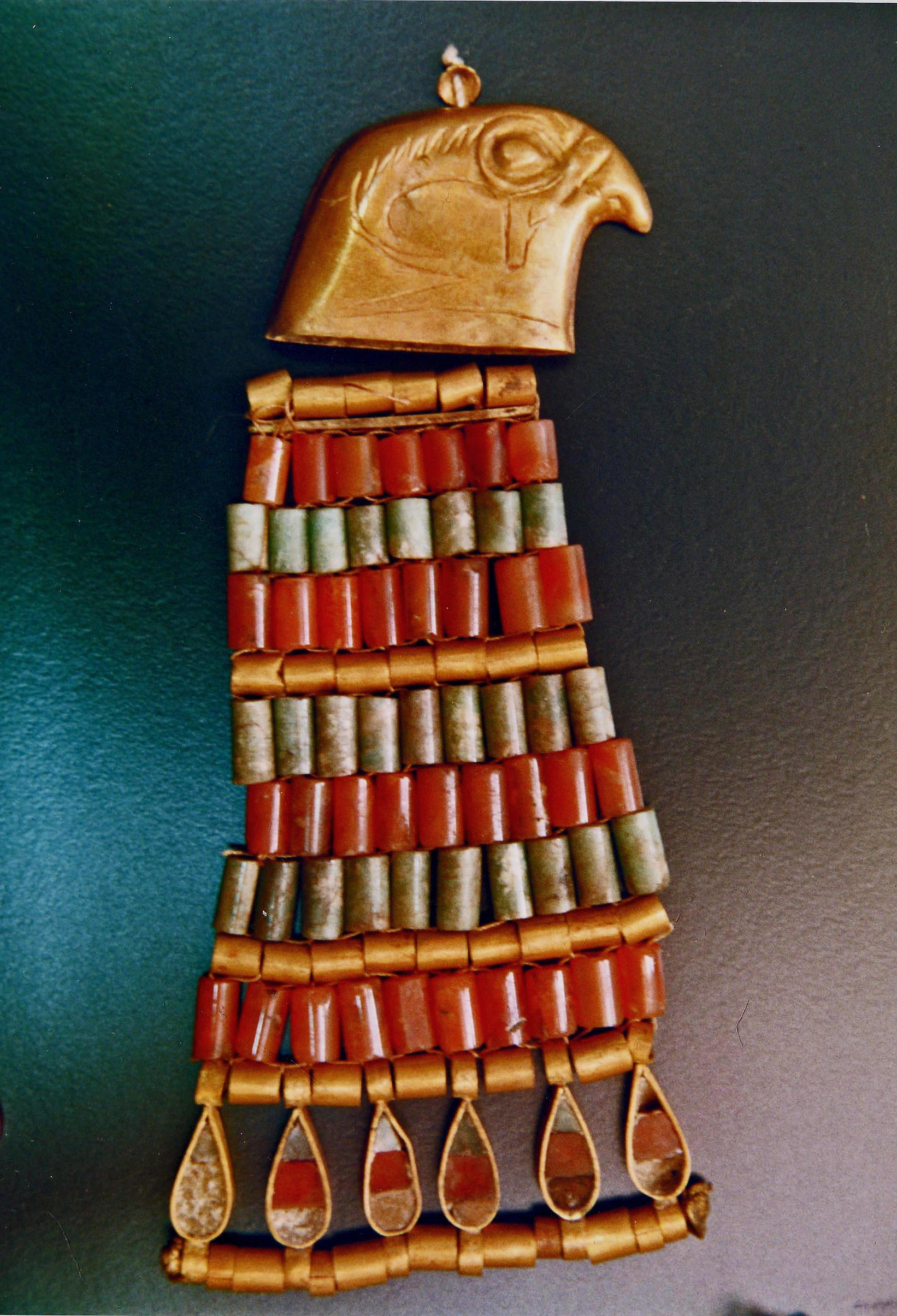
نمای مخالف از گردنبند عریض
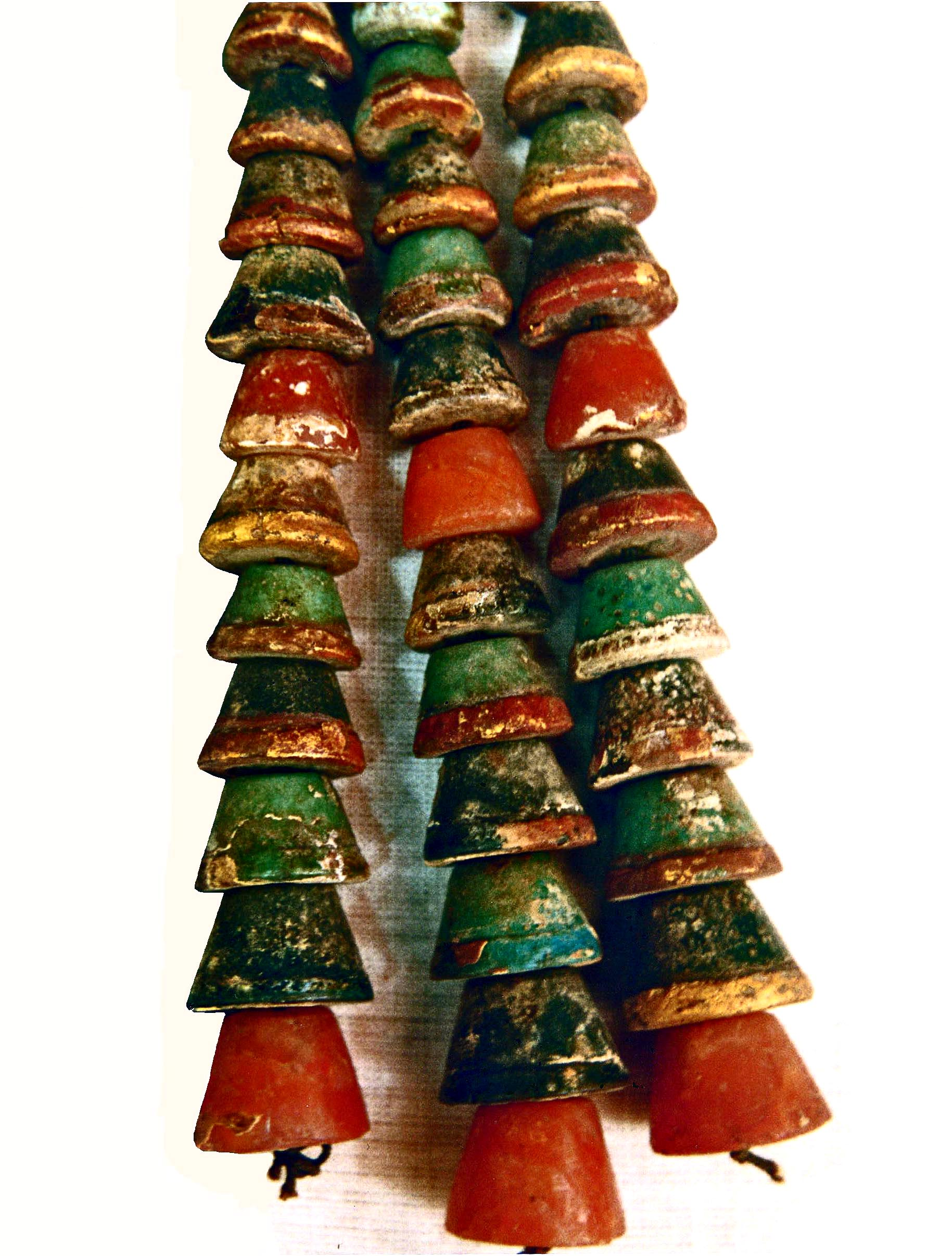
خرمن‌کوب
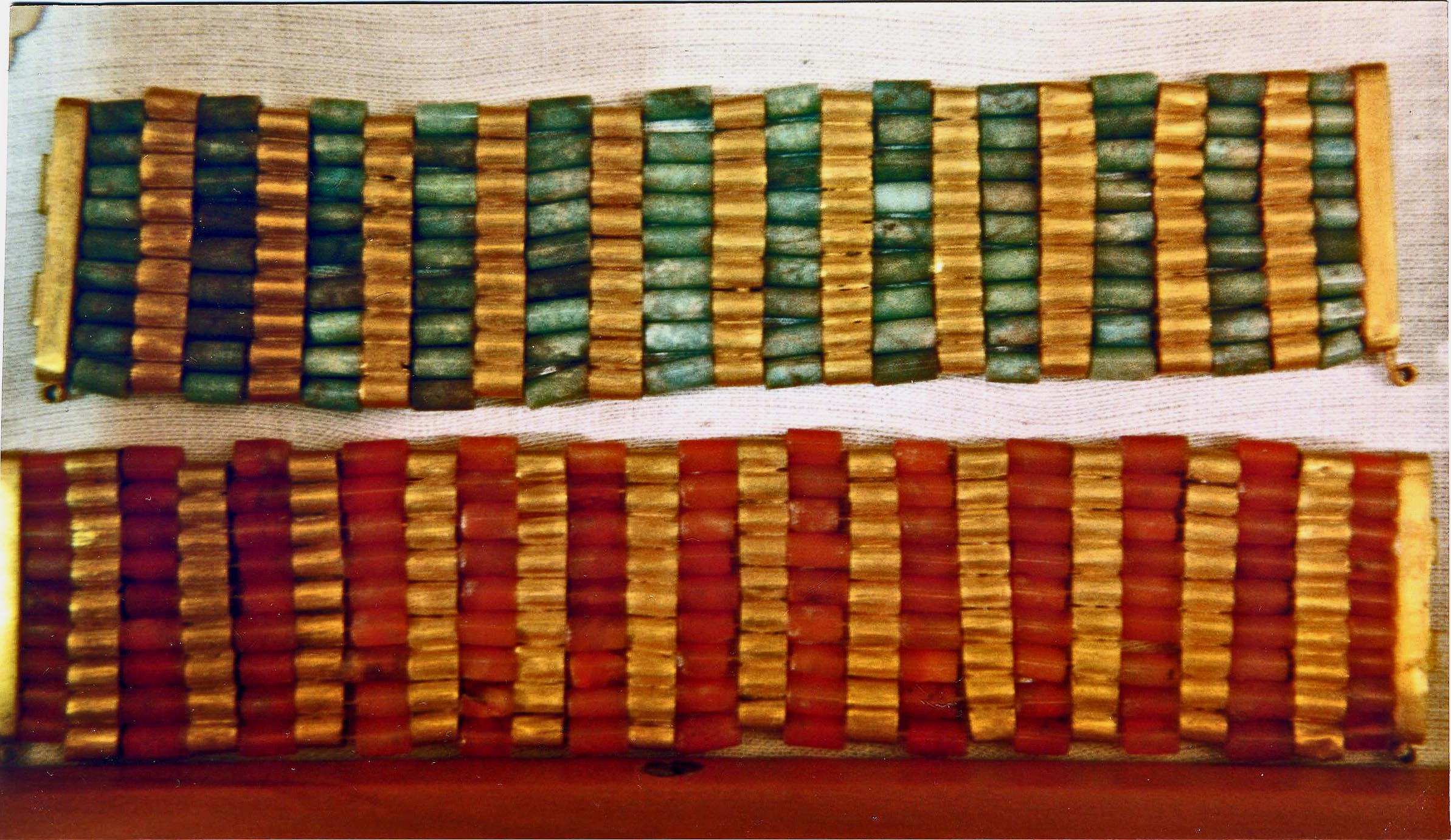
بازوبند
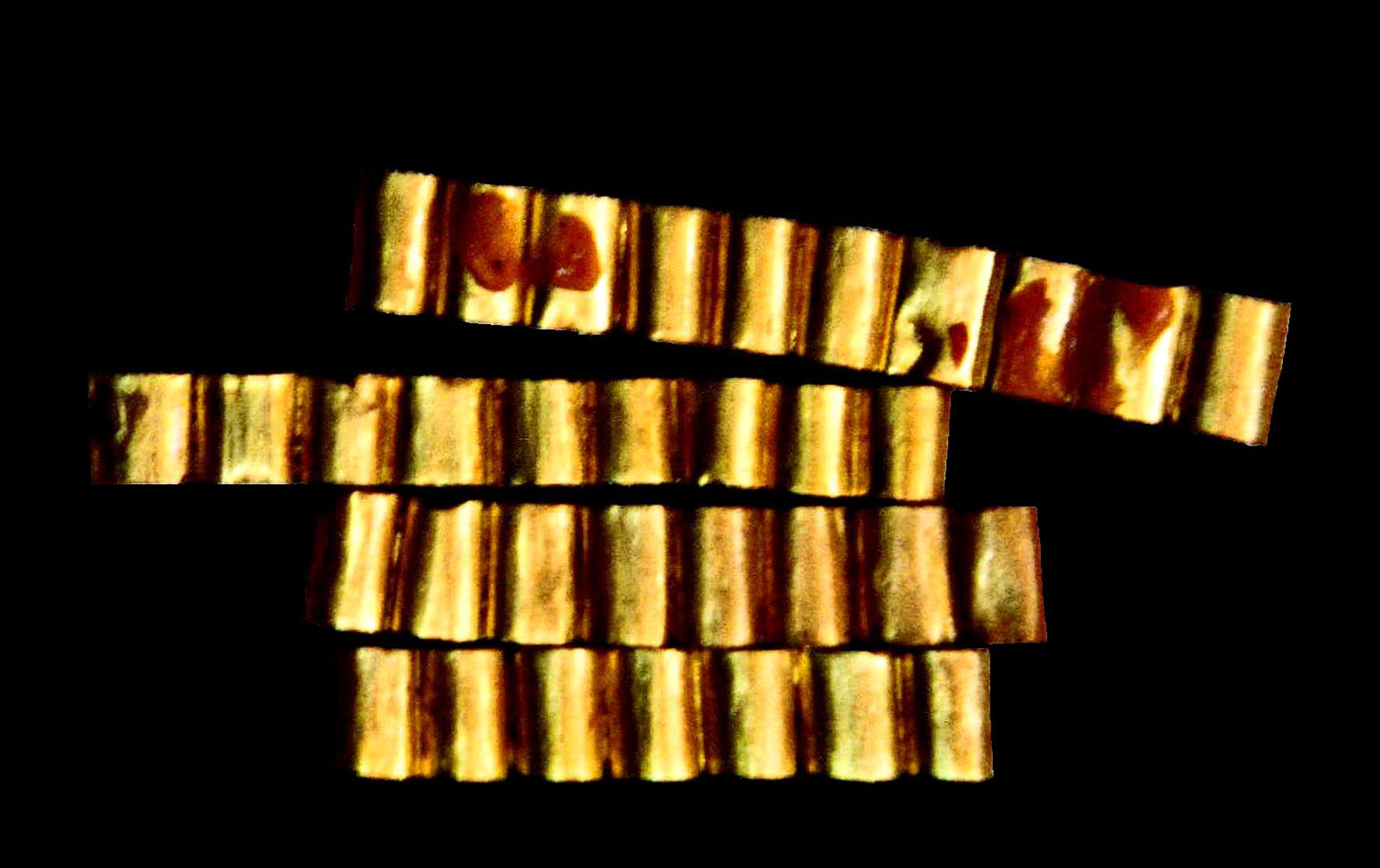
مهره های طلا
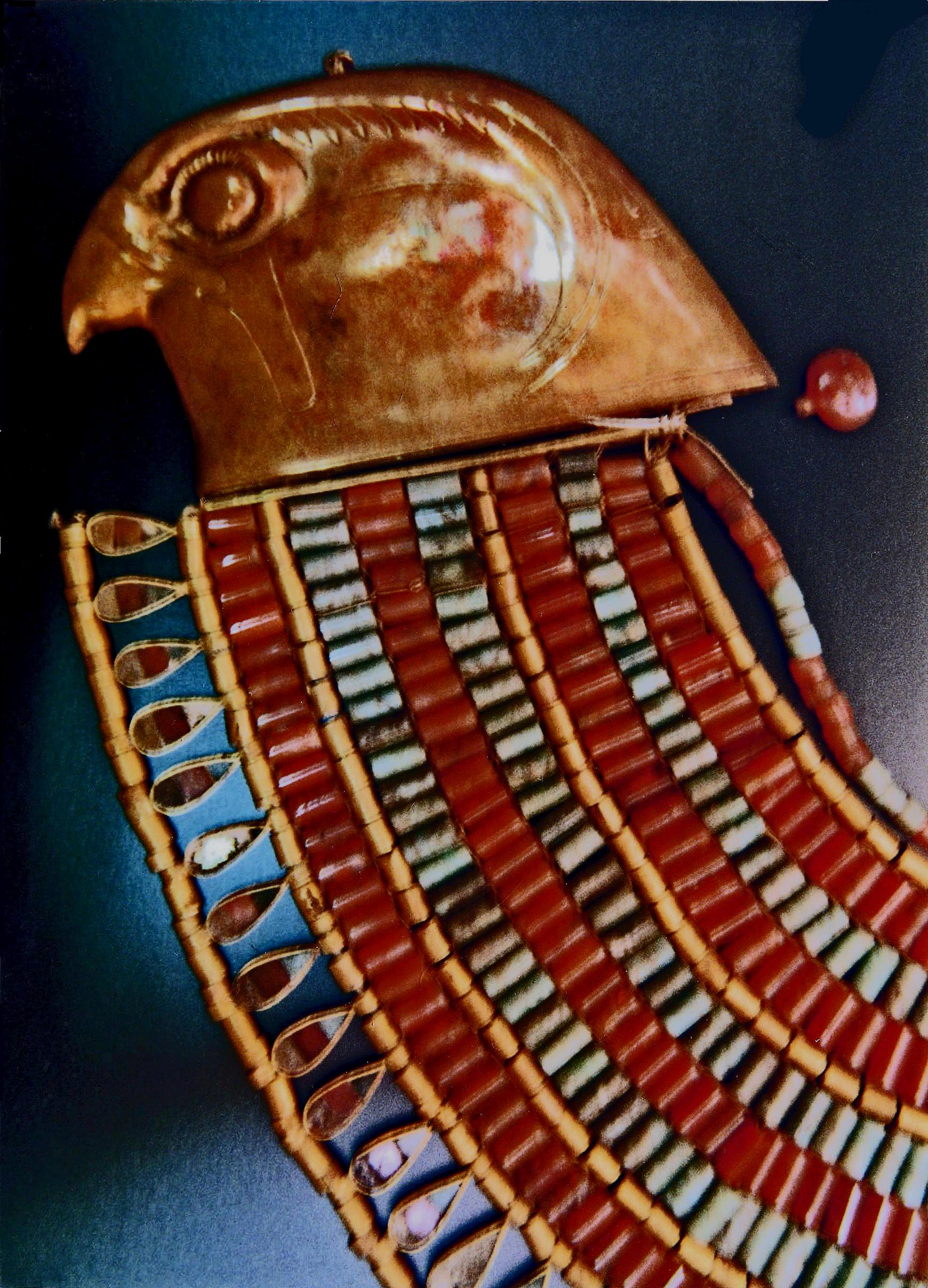
گردنبند عریض